# Jadwiga Szeptycka
Jadwiga Szeptycka (ur. 16 marca 1883 w Siemianicach, zm. 27 września 1939 w Przyłbicach) – polska pionierka archeologii i etnografii.
Była córką ziemianina Piotra Szembeka i Marii z Fredrów (córki Jana Aleksandra i wnuczki Aleksandra Fredry). Odebrała staranne wykształcenie domowe. Jako nastolatka, wraz z siostrą zorganizowała Związek Dzieci Polskich i tajną szkołę, która funkcjonowała w latach 1898–1904 w Siemianicach i okolicznych miejscowościach. 
W 1897 wraz z siostrą Zofią przystąpiła do badań archeologicznych cmentarzyska z okresu rzymskiego w rodzinnej wsi. Naukowa opiekę nad tymi pracami pełnił kustosz Poznańskiego Towarzystwa Przyjaciół Nauk Bolesław Erzepki. Rezultaty badań opracowała w Sprawozdaniu z poszukiwań archeologicznych odbytych ostatniemi latami w Siemianicach (powiat kępiński) („Roczniki PTPN” 1902).
Poza archeologią interesowała się kulturą ludową Wielkopolski, później Galicji Wschodniej, i wreszcie Małopolski Wschodniej. Zbierała pieśni ludowe (zapisy nutowe i teksty), rejestrowała obrzędy, zwyczaje, informacje o zdobnictwie, architekturze itp. Utrzymywała kontakt z Sewerynem Udzielą i dzięki jego pomocy wydała pod kryptonimem Przyczynki do etnografii Wielkopolski (MAAE 8, 1906). Praca ta, wraz z publikacją siostry Dalsze przyczynki do etnografii Wielkopolski (MAAE 12, 1912) uchodzi za największy po Kolbergu zbiór materiałów o kulturze ludowej tego regionu.
W 1902 wyszła za mąż za Leona Szeptyckiego, brata metropolity Andrzeja, ziemianina oraz wnuka Aleksandra Fredry i przeniosła się do majątku męża, Przyłbic k. Jaworowa. Tam również prowadziła badania etnograficzne, które opracowała w artykule pt. Przyczynki do etnografii powiatu jaworowskiego przedstawionym na posiedzeniu Komisji Etnograficznej PAU w 1934.
Interesowała się również literaturą i malarstwem, była członkiem Towarzystwa Muzeum Etnograficznego w Krakowie.
Urodziła ośmioro dzieci. Po agresji Niemiec i ZSRR na Polskę została wraz z mężem zamordowana przez funkcjonariuszy NKWD, przybyłych do majątku Szeptyckich.